# Lil Tecca
Тайлер-Джастін Ентоні Шарп (англ. Tyler-Justin Anthony Sharpe), знаний як Lil Tecca — американський репер. Він здобув популярність після виходу синглу Ransom у 2019 році, який посів 4 місце в чарті Billboard Hot 100. Сингл увійшов до його дебютного мікстейпу We Love You Tecca (2019), який посів 4 місце в американському чарті Billboard 200. До мікстейпу також увійшли сингли Love Me і Did It Again. Його дебютний студійний альбом Virgo World (2020) дебютував на 10 місці в Billboard 200 і включав пісні Dolly і When You Down, що потрапили в чарт Billboard Hot 100. Його другий мікстейп, We Love You Tecca 2, вийшов у серпні 2021 року.

## Біографія
Тайлер-Джастін Ентоні Шарп народився 26 серпня 2002 року в нью-йоркському районі Квінз у родині іммігрантів з Ямайки. Він виріс у районі Спрінгфілд Гарденс у Квінзі, але згодом переїхав до Сідаргерста на Лонг-Айленді. З юних років Шарп мріяв грати в НБА, але приблизно у віці 12 років він звернув свою увагу на музичну кар'єру.

## Кар'єра
Коли Шарпу було дев'ять років, він задовольняв свій інтерес до музики, читаючи реп зі своїми друзями через мікрофон на Xbox. Вони робили дис-треки, спрямовані один проти одного, два з яких були завантажені на SoundCloud, але відтоді були видалені. Спочатку він не мав наміру розпочинати музичну кар'єру, натомість мріяв стати зіркою НБА. Однак у середні шкільні роки він втратив інтерес до баскетболу і почав серйозніше ставитися до музики.
Його перший трек, який здобув певну популярність, Tectri, був створений у співпраці з його другом, Lil Gummybear, і вийшов на початку 2017 року. Серед інших його попередніх треків - Callin. Всього через рік кар'єра Текки почала злітати з його хіт-синглом Ransom, який спочатку був завантажений на YouTube-канал Коула Беннетта Lyrical Lemonade 22 травня 2019 року. Пісня посіла 4 місце в чарті Billboard Hot 100, зібрала понад 1 мільярд прослуховувань на Spotify та понад 400 мільйонів переглядів на YouTube.
30 серпня 2019 року Текка випустив свій дебютний мікстейп під назвою We Love You Tecca. Мікстейп посів 4 місце в американському чарті Billboard 200.
Після випуску кількох синглів у 2020 році, 18 вересня 2020 року Текка випустив свій дебютний альбом Virgo World.
6 квітня 2021 року Текка випустив сингл Show Me Up. 6 травня 2021 року він випустив сингл Never Left, який посів 54 місце в американському чарті Billboard Hot 100.
6 серпня 2021 року Текка випустив сингл Repeat It з американською репером Gunna. 27 серпня 2021 року Текка випустив свій другий студійний альбом We Love You Tecca 2, який став продовженням його дебютного мікстейпу We Love You Tecca.
У 2022 році Шарп випустив спільну пісню Let Love Go з англійською співачкою Mabel у рамках другого студійного альбому Mabel About Last Night.
Текка є співвласником лейблу Galactic Records. Список артистів Galactic складається з самого Текки, tana, Tokin і WAV.

## Дискографія

### Студійні альбоми
- 2020 — Virgo World
- 2021 — We Love You Tecca 2'
- 2023 — Tec

### Мікстейпи
- 2019 — We Love You Tecca